# Мера, Сиприано
Сиприано Мера Санс (исп. Cipriano Mera Sanz, 4 ноября 1897, Мадрид — 24 октября 1975, Сен-Клу) — испанский политический и военный деятель времен Второй Испанской республики и Гражданской войны. Анархист, член НКТ.

## Биография
Родился в 1897 году в Мадриде.
Будучи каменщиком, Мера примкнул к анархистскому движению, впоследствии вступил в анархо-синдикалистскую Национальную конфедерацию труда (НКТ). Во время Испанской революции относился к наиболее радикальным членам НКТ, сотрудничал с Федерацией анархистов Иберии. В июне 1936 года Мера участвовал в организации забастовки строителей, электриков, операторов и лифтёров в Сарагосе, за что был приговорен к тюремному заключению.
В тюрьме Мера пробыл недолго. Когда началась Гражданская война, он был освобожден и вступил в ряды республиканцев. Под его началом правительственные войска подавили восстания в Гвадалахаре, Алькала-де-Энаресе и Куэнке. Командуя 14-й республиканской дивизией, он участвовал в обороне Мадрида, в Гвадалахарской и Брунетской операциях. В апреле 1938 года, после назначения на должность командира IV-го корпуса, Мера был удостоен звания подполковника.
В конце гражданской войны в 1939 году, считая, что Республика обречена, вместе с одним из лидеров правого крыла ИСРП Хулианом Бестейро поддержал путч полковника С. Касадо, выступавшего за переговоры с Франко.
Незадолго до окончательного поражения республиканцев Мера на самолёте эвакуировался в Оран, потом в Касабланку, но оттуда был экстрадирован в Испанию в феврале 1942 года. В 1943 году изначально он был приговорен к смерти, но позже приговор сменили на тюремный срок (30 лет).
В 1946 году Мера был освобожден от заключения и спустя год эмигрировал во Францию. Здесь он вернулся к профессии каменщика и активному участию в анархо-синдикалистском движении, поселился в городе Сен-Клу, где и скончался в 1975 году.